# Antennoseiidae
Antennoseiidae är en familj av spindeldjur. Antennoseiidae ingår i ordningen kvalster, klassen spindeldjur, fylumet leddjur och riket djur.